# Paluel
Paluel é uma comuna francesa na região administrativa da Normandia, no departamento de Sena Marítimo. Estende-se por uma área de 10,94 km². Em 2010 a comuna tinha 432 habitantes (densidade: 39,5 hab./km²).